# Le Dhimmi : Profil de l'opprimé en Orient et en Afrique du Nord depuis la conquête Arabe
Le Dhimmi : Profil de l'opprimé en Orient et en Afrique du Nord depuis la conquête Arabe est un essai sur les peuples dhimmi – les communautés non arabes et non musulmanes soumises à la domination musulmane après la conquête de leurs territoires par les Arabes, écrit par Bat Ye'or. L’ouvrage rassemble de nombreux documents provenant de diverses périodes et régions, dont certains inédits, et distingue clairement l'histoire factuelle des interprétations biaisées. Il offre une étude approfondie des populations dhimmi, s'appuyant sur de nombreuses sources primaires pour dépeindre avec précision leur statut sous la domination islamique.

## Résumé
Les recherches approfondies de Bat Ye'or examinent les conditions des minorités non musulmanes à travers l’histoire dans les sociétés à majorité musulmane. Le livre met en évidence les différences selon les périodes et les régions géographiques. Il s’appuie sur l’étude de sources historiques juives, chrétiennes et musulmanes. L’ouvrage retrace la manière dont le statut des minorités s'est détérioré au fil des siècles sous des règles discriminatoires qui ont structuré le système dhimmi de minorités « protégées ».
Les dhimmis étaient exclus des fonctions publiques, soumis à des restrictions pour la construction de synagogues et à des limitations dans leur témoignage devant les tribunaux islamiques. Ils devaient porter des vêtements distinctifs et faire preuve de déférence publique envers les musulmans. Le livre documente plusieurs décrets ordonnant la destruction de synagogues en Égypte, en Syrie, en Irak et au Yémen. Il mentionne également des cas de conversions forcées à l'islam au Yémen, au Maroc et à Bagdad.

## Réception
- Paul Fenton, dans sa critique de 1981 de l’édition française de Le Dhimmi, souligne l’importance des deux ouvrages qu'il compare, déclarant :

« Le besoin d’un ouvrage sérieux et objectif sur l’histoire des Juifs en terres arabes, exempt d’orientations idéologiques, se fait depuis longtemps sentir chez les spécialistes de l’histoire du Moyen-Orient. Les deux ouvrages examinés ici répondent tous deux à ce besoin, quoique de manières assez différentes, voire complémentaires. »

- Leon Nemoy, conservateur de la littérature hébraïque et arabe à la bibliothèque Sterling Memorial de Yale, affirme la crédibilité des sources de Ye’or, écrivant que, bien que l’on puisse ne pas être d’accord avec sa thèse principale, son travail ne peut être rejeté comme une simple « collection de mensonges », car ses preuves documentées proviennent de témoignages « hautement fiables » :

« De toute évidence, la partie principale du livre est la section documentaire, qui offre au lecteur les points de vue originaux des théologiens et juristes musulmans sur les relations entre musulmans et non-musulmans, ainsi que les témoignages des minorités non musulmanes et des observateurs étrangers sur la vie des dhimmis. On peut concevoir des désaccords ici et là avec les conclusions de Mme Bat Ye’or, mais on ne peut pas contester les textes musulmans originaux ni qualifier tous les récits factuels des dhimmis et des observateurs étrangers (dont certains, sinon la plupart, n’étaient pas particulièrement philosémites) de mensonges du début à la fin. »

- Allan Harris Cutler et Hellen Cutler, dans une critique de 1985, décrivent le livre comme une « histoire documentaire de l’antagonisme islamique envers les chrétiens et les juifs ». Ils reconnaissent également que la perspective de Ye’or s’aligne avec les preuves historiques du statut des dhimmis sous la domination islamique :

« Ceux d’entre nous qui, en disciples de Massignon, œuvrent pour une véritable réconciliation entre les trois religions abrahamiques, doivent une dette de gratitude à Bat Ye’or pour le réalisme extrême de son livre provocant, qui est essentiellement une histoire documentaire de l’antagonisme islamique envers les chrétiens et les juifs. [...] Bat Ye’or croit que la pratique a généralement suivi la théorie, impliquant que le mauvais traitement islamique des juifs et des chrétiens à travers l’histoire a été aussi mauvais que le traitement chrétien des juifs et des musulmans  »

- En 1986, Vera Basch Moreen, spécialiste de l’histoire et de la culture juives pré-modernes, écrit dans une critique publiée dans le MESA Bulletin :

« Il est rare aujourd’hui que des chercheurs tombent sur un livre illustrant pratiquement toutes les erreurs du travail de l’historien professionnel. The Dhimmi de Y. Masriya est un tel livre. [...] Il s'agit principalement d'une collection de 116 documents rassemblés de différentes parties du monde musulman sur une période de huit siècles, mais concentrés sur le XIXe siècle. [...] L'erreur dominante dans The Dhimmi est celle de l'anachronisme. Bat Ye’or s’intéresse principalement aux répercussions des concepts de djihad et de dhimma dans le monde musulman contemporain et à leur influence sur l’attitude des musulmans, en particulier des Arabes, envers Israël  »

- David Waines, professeur d’histoire islamique médiévale, critique en 1987 l’édition anglaise :

« Le portrait du dhimmi qu’elle dresse est cependant en noir et blanc. Le juif dhimmi, en particulier, est décrit comme si totalement isolé, humilié et appauvri qu’il est inconcevable que la riche tradition culturelle judéo-islamique du Moyen Âge ait pu voir le jour. [...] De plus, sa sélection de documents primaires est entachée par le fait curieux que la condition du dhimmi est principalement relayée par le regard d’Européens ayant voyagé au Moyen-Orient. »

- En 2006, Gudrun Krämer note que, par opposition au « mythe blanc » d’une coexistence pacifique continue entre les différentes communautés sous la domination islamique, le livre de Ye’or présente une vision correspondant au « mythe noir ». Krämer qualifie ces deux positions d’irréalistes[10].

- En 2014, Mark R. Cohen, dans l’ouvrage collectif A History of Jewish-Muslim Relations, écrit :

« Le débat hautement politisé, exacerbé par la peur mondiale de l’islamisme et par l’islamophobie après les attentats du 11 septembre 2001, rend les questions abordées dans ce livre d’autant plus controversées, mais en même temps, d’autant plus nécessaires à une enquête impartiale. »

- Bernard Heyberger explique le succès du livre en lien avec son contexte de publication :

« Bat Ye’or a été influente parce qu’elle a été la première à attirer l’attention sur le phénomène des dhimmis. [...] Elle a su exploiter des documents arabes à une époque où ce sujet n’intéressait guère le monde académique. »

- En 2022, Raphael Israeli, historien et professeur émérite d’histoire du Moyen-Orient, de l’islam et de la Chine à l’Université hébraïque de Jérusalem, écrit dans The Rebellion of the Dhimmis: The Break-up of Slavery of Christians and Jews under Islam :

« Les ouvrages fondamentaux de Bat Ye’or sur les mauvais traitements, qui se sont parfois soldés par l’anéantissement, de communautés chrétiennes entières dans les territoires occupés par l’islam conquérant du Moyen Âge, au Proche et au Moyen-Orient, en Afrique du Nord, en Afrique noire, en Asie centrale et dans les Balkans, ont largement contribué à éveiller la conscience et la prudence du monde occidental contemporain politiquement correct. [...] L’œuvre monumentale de Bat Ye’or a été considérablement renforcée par une grande variété de chercheurs. »

- Mohammad Ali Amir-Moezzi, dont les recherches portent sur l’islam chiite, précise :

« L’étude des textes est une chose, leur interprétation en est une autre. Bat Ye’or est quelqu’un qui connaît les textes classiques, mais comme de nombreux collègues (dans un sens ou dans un autre), elle a tendance à les lire d’une manière à la fois anachronique et partiale. »

- Mark R. Cohen, Under Crescent and Cross: The Jews in the Middle Ages. Le livre The Dhimmi y est cité au moins cinq fois.

- Martin Gilbert, In Ishmael's House: A History of the Jews in Muslim Lands. Le livre The Dhimmi y est cité au moins cinq fois.

- Bernard Lewis, The Jews of Islam :

« Deux autres ouvrages, qui mettent l’accent sur les aspects négatifs de l’histoire musulmane, sont ceux de Bat Ye’or (pseudonyme), Le Dhimmi : Profil de l'opprimé en Orient et en Afrique du Nord depuis la conquête arabe (Paris, 1980). »

- Dans l’ouvrage collectif dirigé par Abdelwahab Meddeb et Benjamin Stora, A History of Jewish-Muslim Relations: From the Origins to the Present Day[11], il est cité une fois.